# Докучаєвськ
Докуча́євськ (з 1912 до 1954 смт Оленівські Кар'єри) — місто в Кальміуському районі Донецької області, за 14 км від залізничної станції Оленівка, за 40 км на південь від Донецька. Адміністративний центр Докучаєвської міської громади.
Раніше був адміністративно підлеглим Волноваській районній раді. Названий на честь Василя Докучаєва, природознавця, основоположника наукового генетичного ґрунтознавства та зональної агрономії.
Населення 24,4 тис. мешканців (2006).

## Історія
Засноване 1912 року. Спершу називалося Оленівські кар'єри. Статус міста з 1954 року. Засновано у зв'язку з розвитком видобутку флюсового вапняку, доломіту для Петровського і Єнакіївського металургійних заводів.
У 1939 р. тут мешкало 9,2 тис. осіб, у 1959 р. — 16,8 тис. осіб, у 2011 р. — 23,726 тис. осіб.

### Війна на сході України
Починаючи з 2014 року Докучаєвськ потрапив у зону бойових дій під час війни на сході України.
13 січня 2015 року бойовики бригади «Оплот» ДНР з Докучаєвська вчинили артилерійський обстріл блокпосту під Волновахою, внаслідок якого загинуло 11 мирних жителів у автобусі, ще 17 поранено.

## Населення
За даними перепису 2001 року населення міста становило 24142 особи, із них 27,32 % зазначили рідною мову українську, 72,13 % — російську, 0,14 % — вірменську та грецьку, 0,04 % — білоруську, 0,03 % — молдовську, а також болгарську та гагаузьку мови

### Національний склад
Національний склад населення за переписом 2001 року
|           | чисельність | частка, % |
| українці  | 16 665      | 66,6      |
| росіяни   | 7 053       | 28,2      |
| греки     | 533         | 2,1       |
| молдовани | 240         | 1,0       |
| білоруси  | 128         | 0,5       |

### Мовний склад
Рідна мова населення за даними перепису 2001 року:
| Мова            | Чисельність, осіб | Відсоток |
| --------------- | ----------------- | -------- |
| Російська       | 17 414            | 72,13%   |
| Українська      | 6 595             | 27,32%   |
| Вірменська      | 34                | 0,14%    |
| Грецька         | 34                | 0,14%    |
| Білоруська      | 10                | 0,04%    |
| Румунська       | 7                 | 0,03%    |
| Інші/Не вказали | 48                | 0,20%    |
| Разом           | 24 142            | 100%     |

## Промисловість
Найбільший у Європі флюсодоломітовий комбінат (зокрема 5 кар'єрів, 3 дробильно-збагачувальні фабрики), виробництво будматеріалів (завод залізобетонних виробів), автотранспортні підприємства. Колишній колгосп імені Калініна, радгосп «Докучаєвський».

## Культурно-соціальна сфера
Має 6 шкіл, палац культури, зоопарк, стадіон, 8 бібліотек, лікарня.

## Пам'ятки
- Печери в Докучаєвську
- Гірничий музей Докучаєвська
- Докучаєвський зоопарк
- Сарсени Докучаєвська

## Фотографії міста

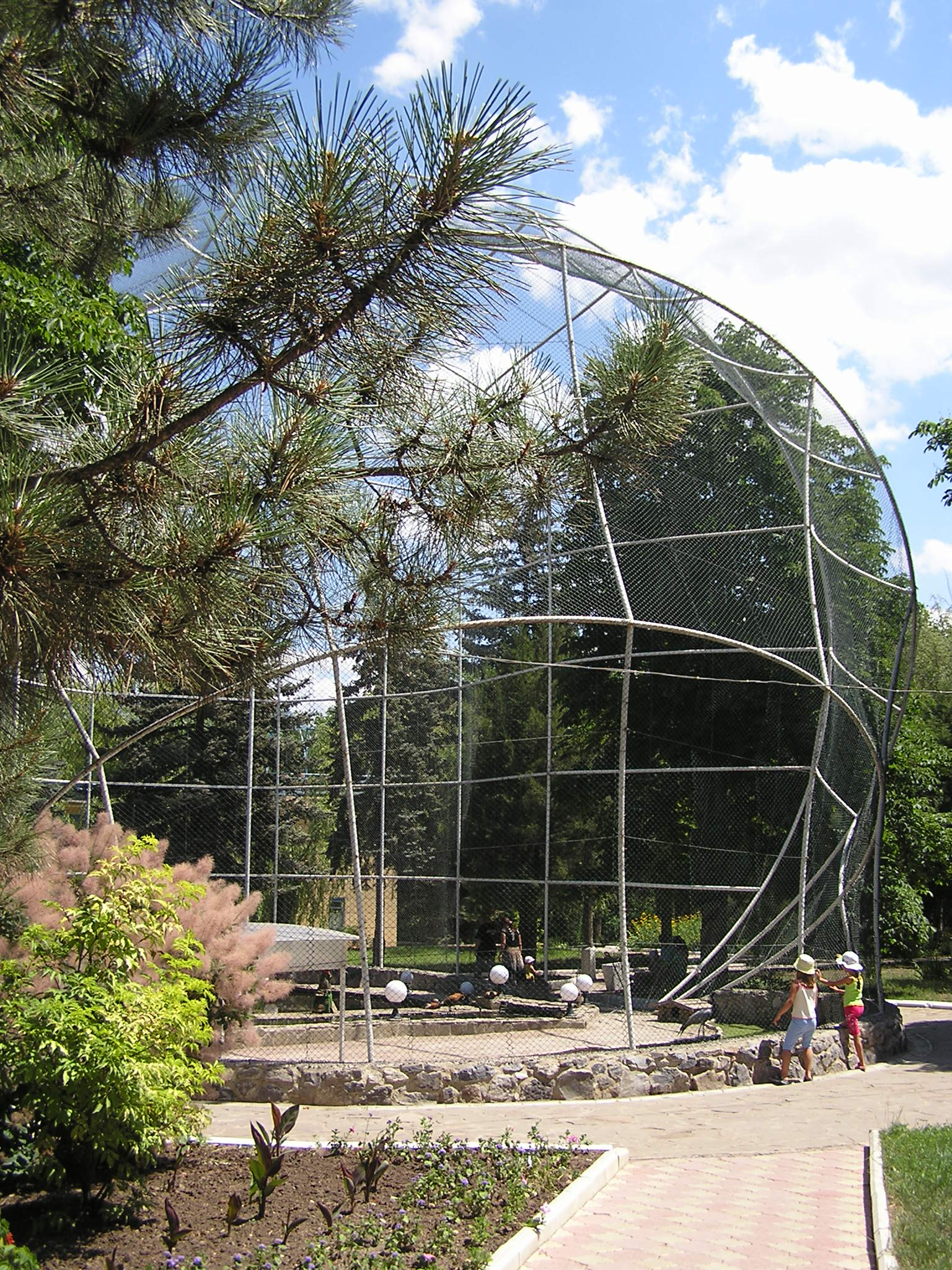
Вольєр докучаєвського зоосаду
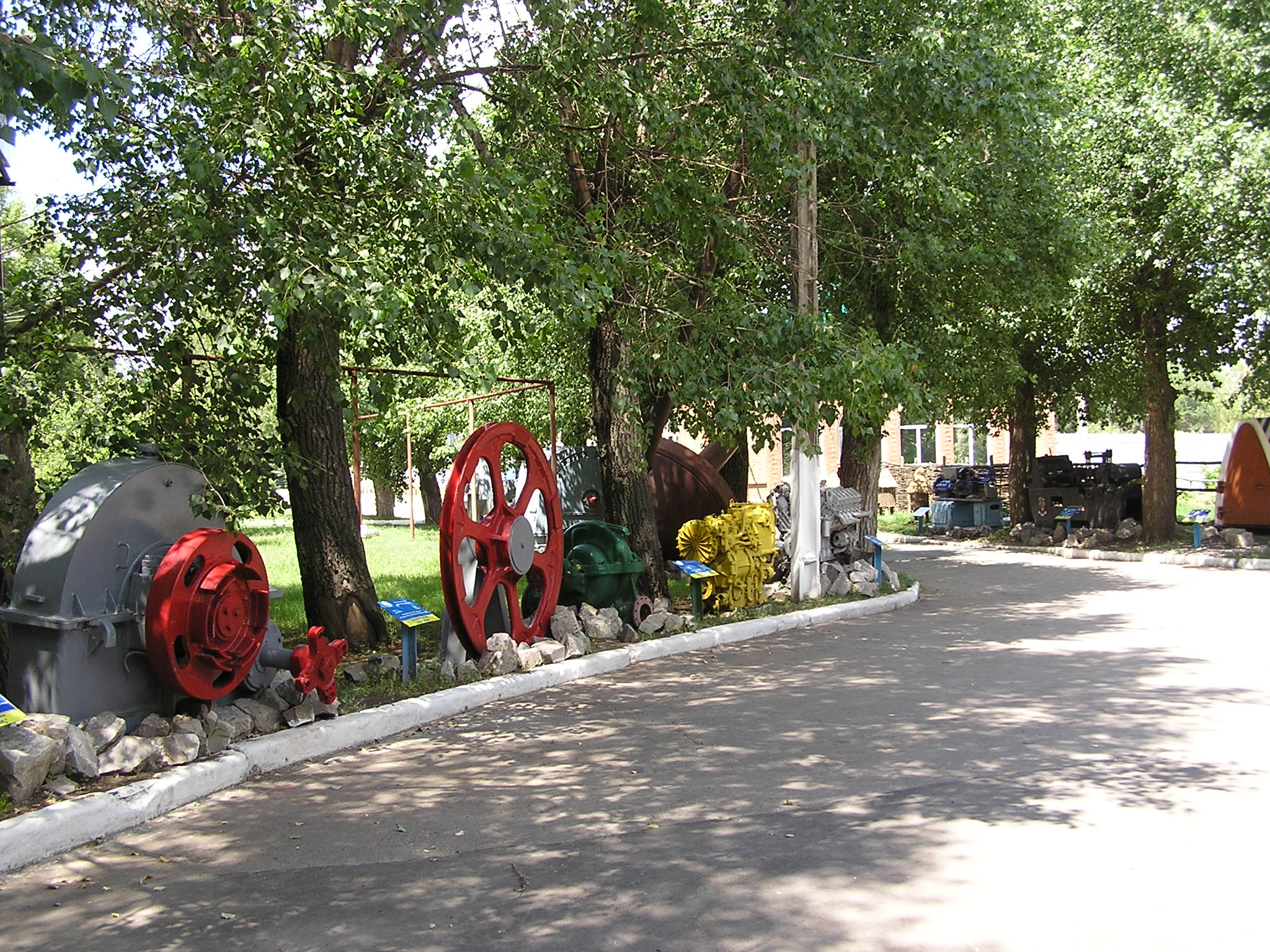
В музеї ПАТ «Докучаєвський флюсо-доломітний комбінат»
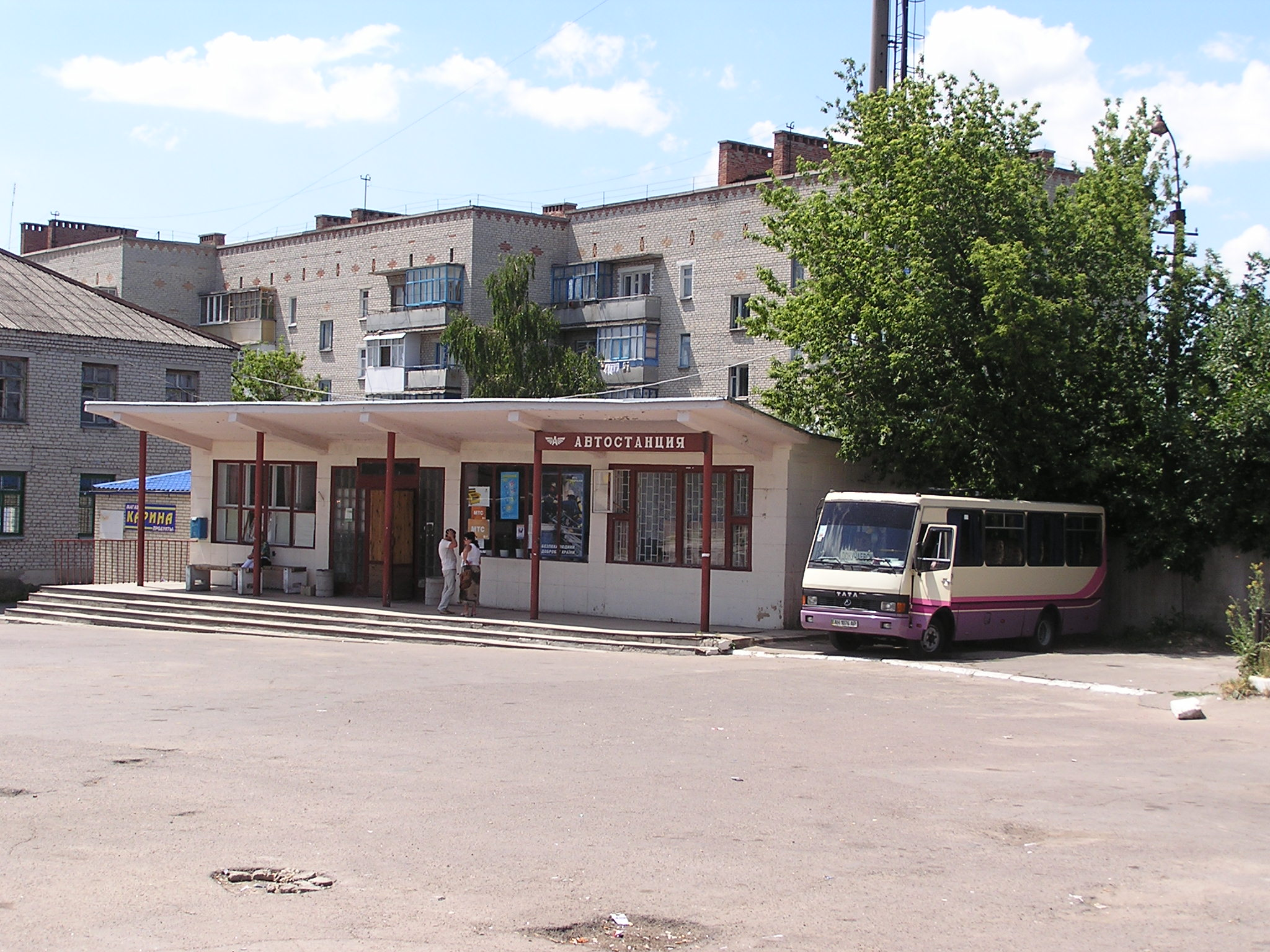
Автостанція
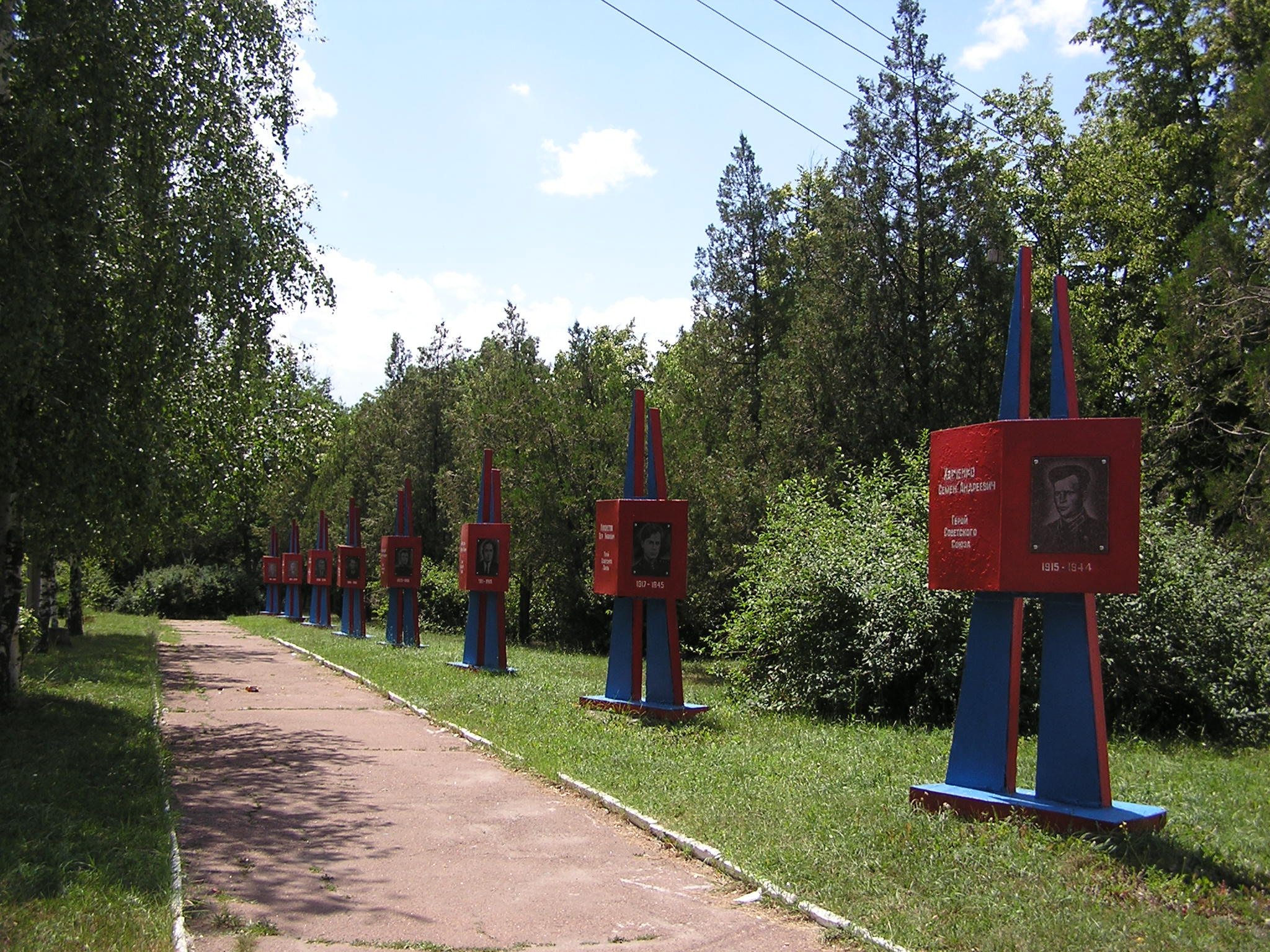
Алея героїв Докучаєвська
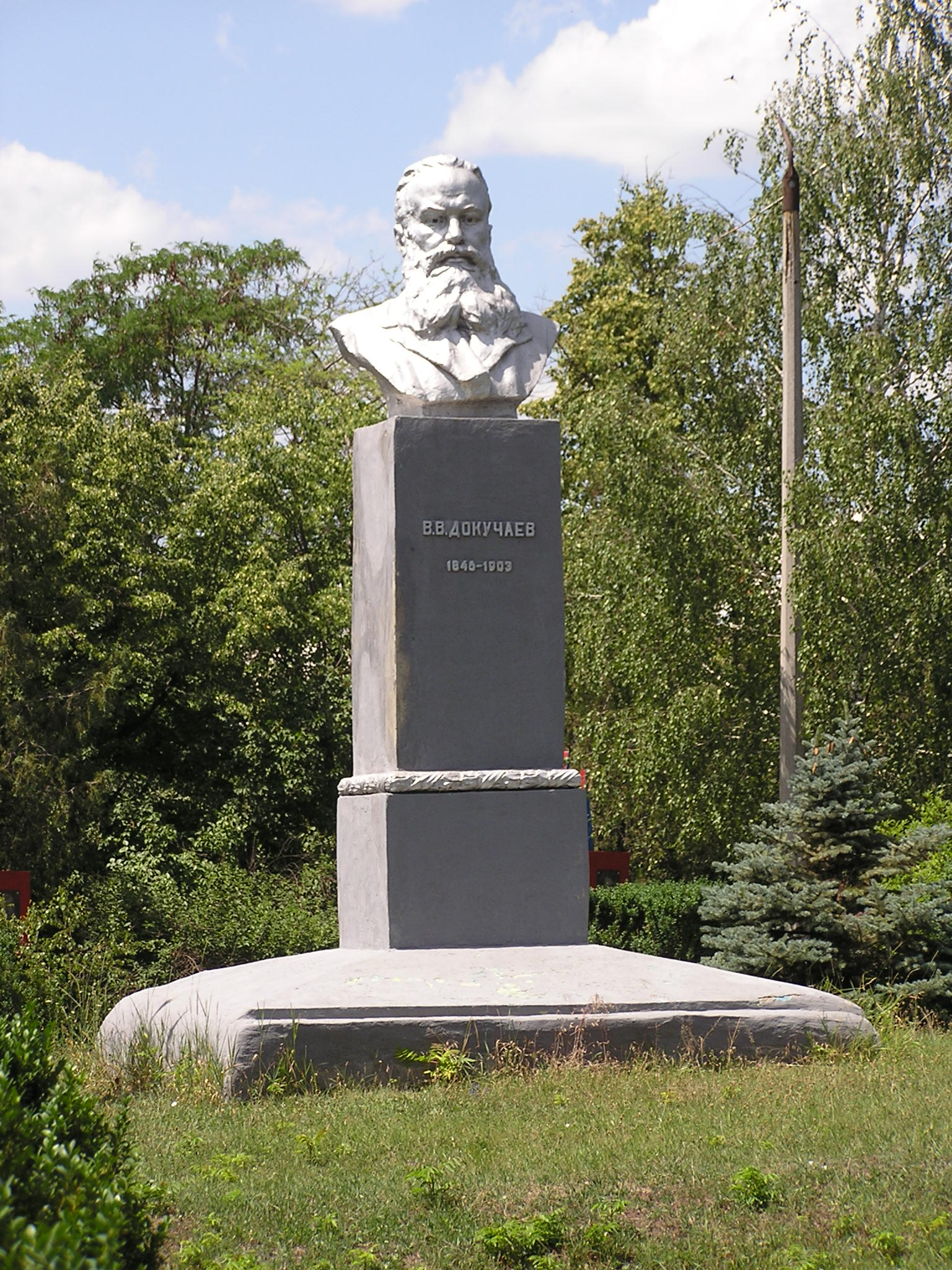
Пам'ятник Докучаєву
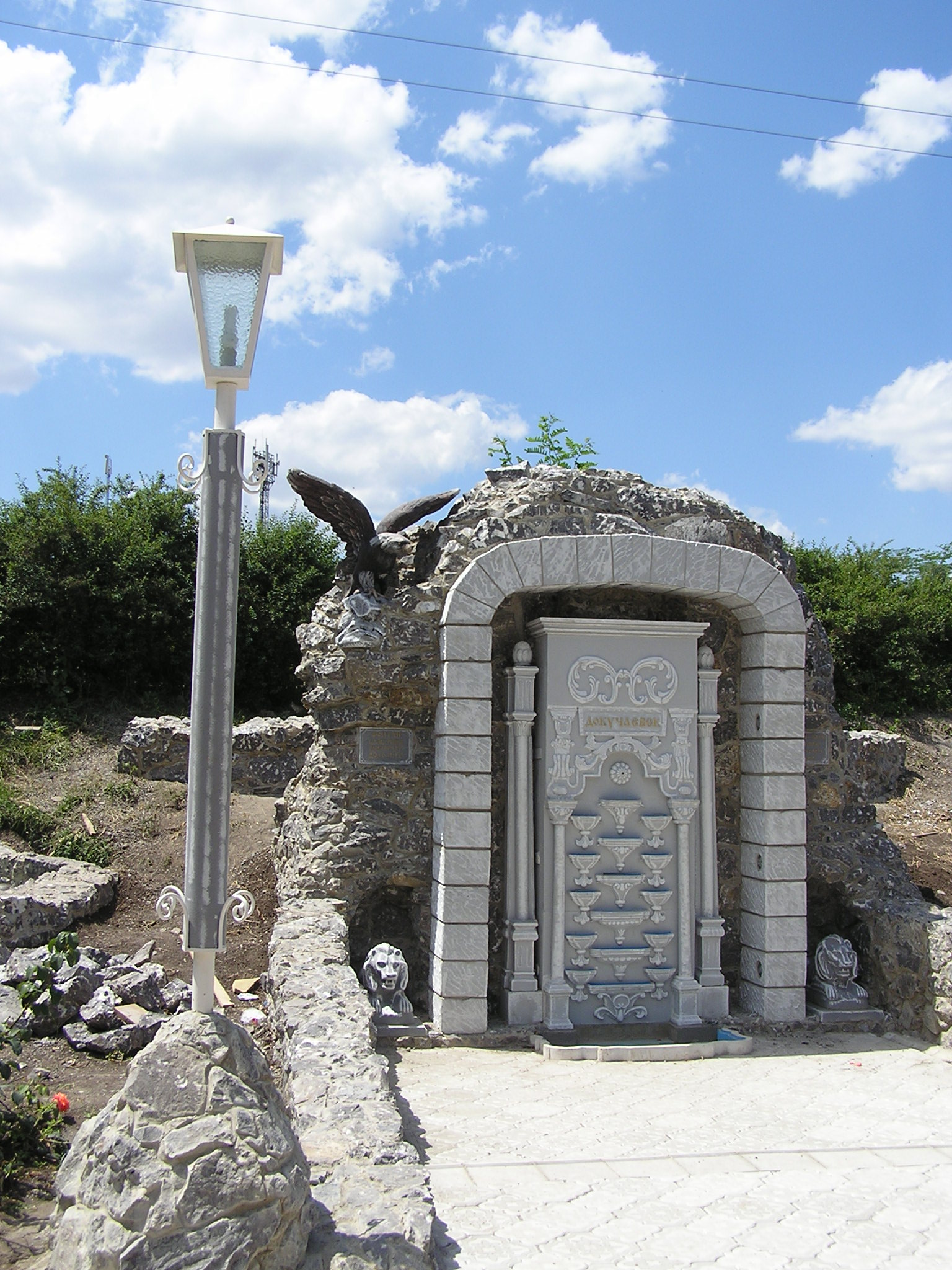
Фонтан-пам'ятник мінералу доломіт
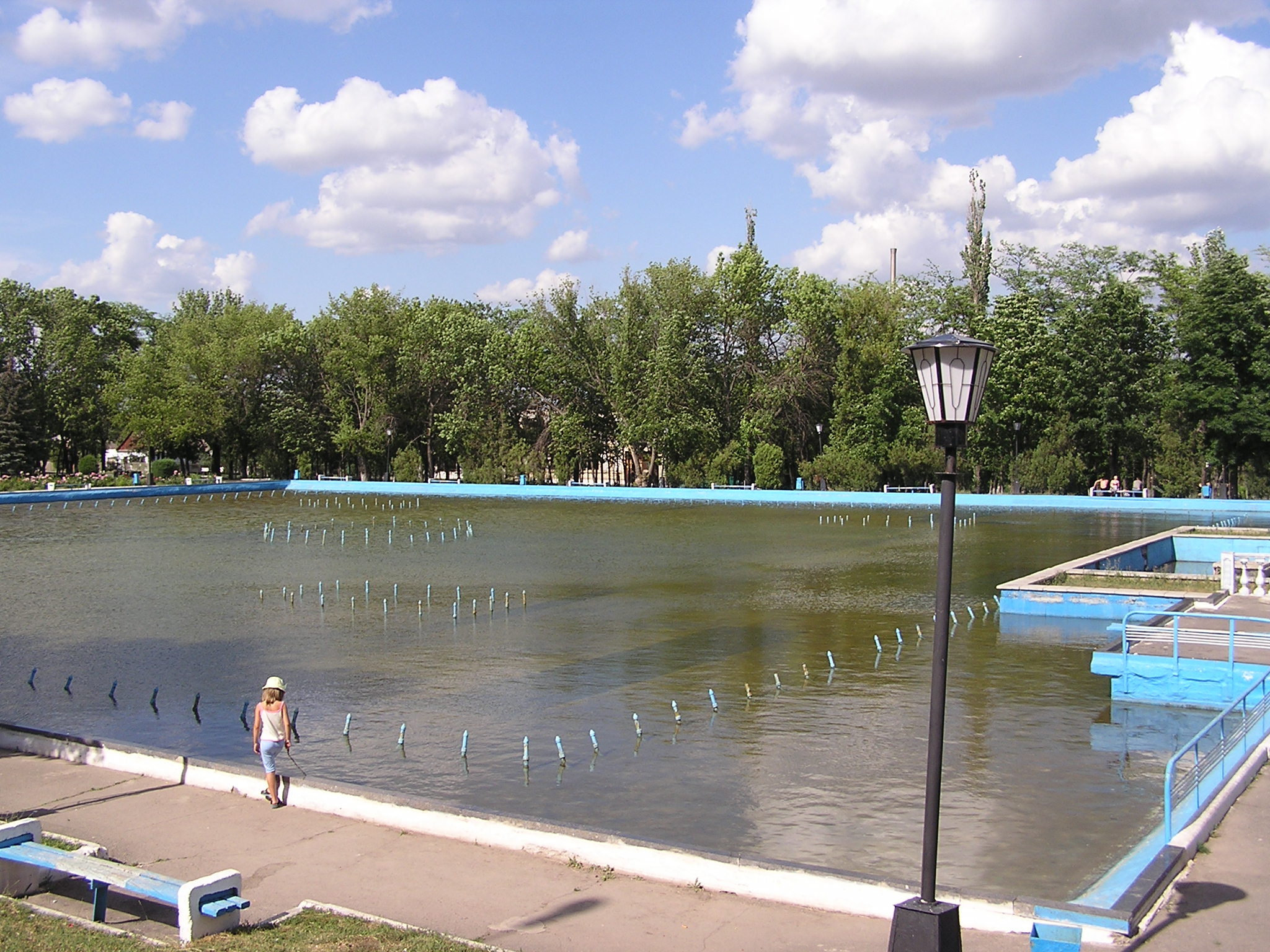
Фонтан
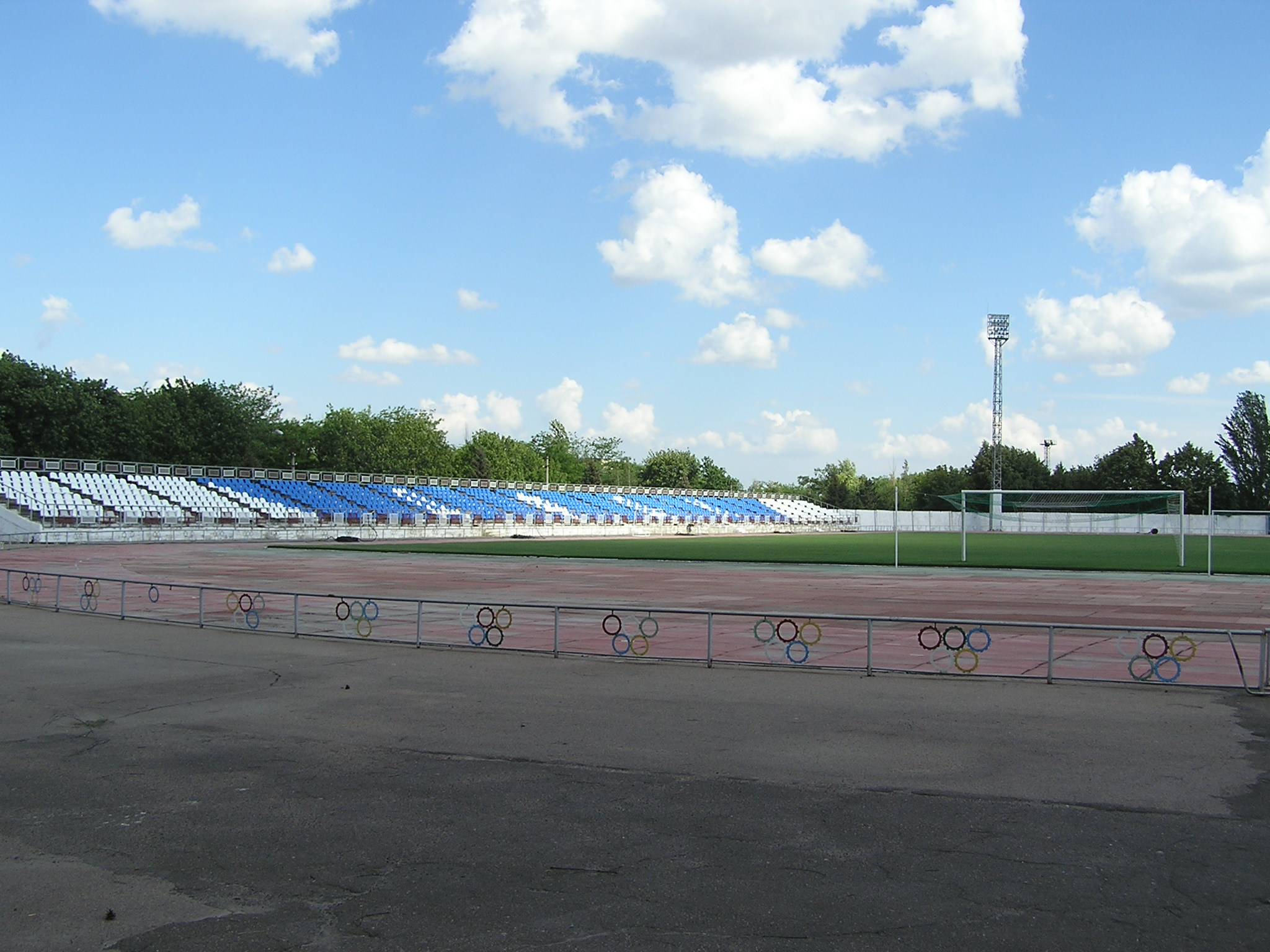
Стадіон «Авангард»
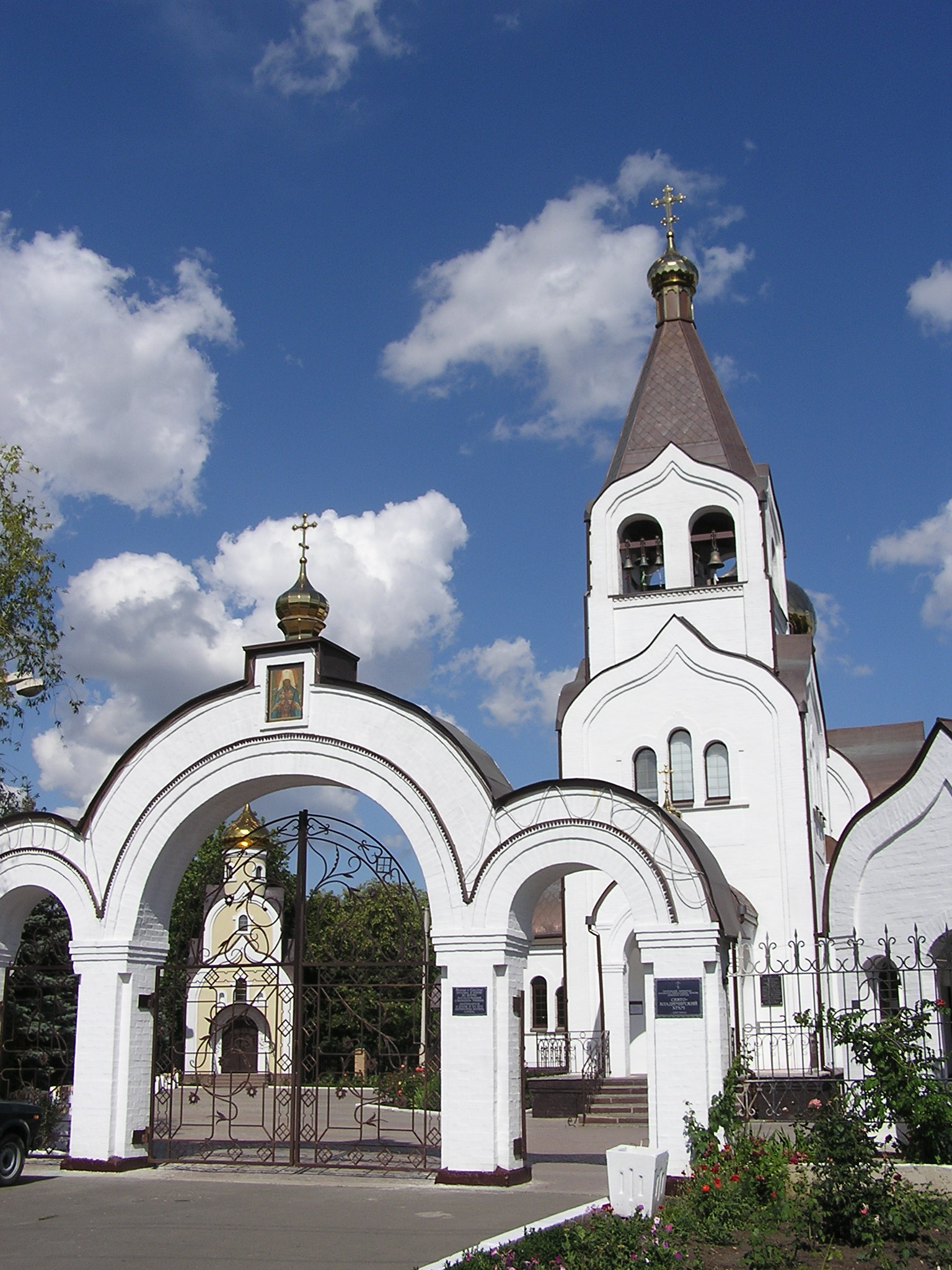
Свято-Володимирський храм. Донецька єпархія УПЦ МП
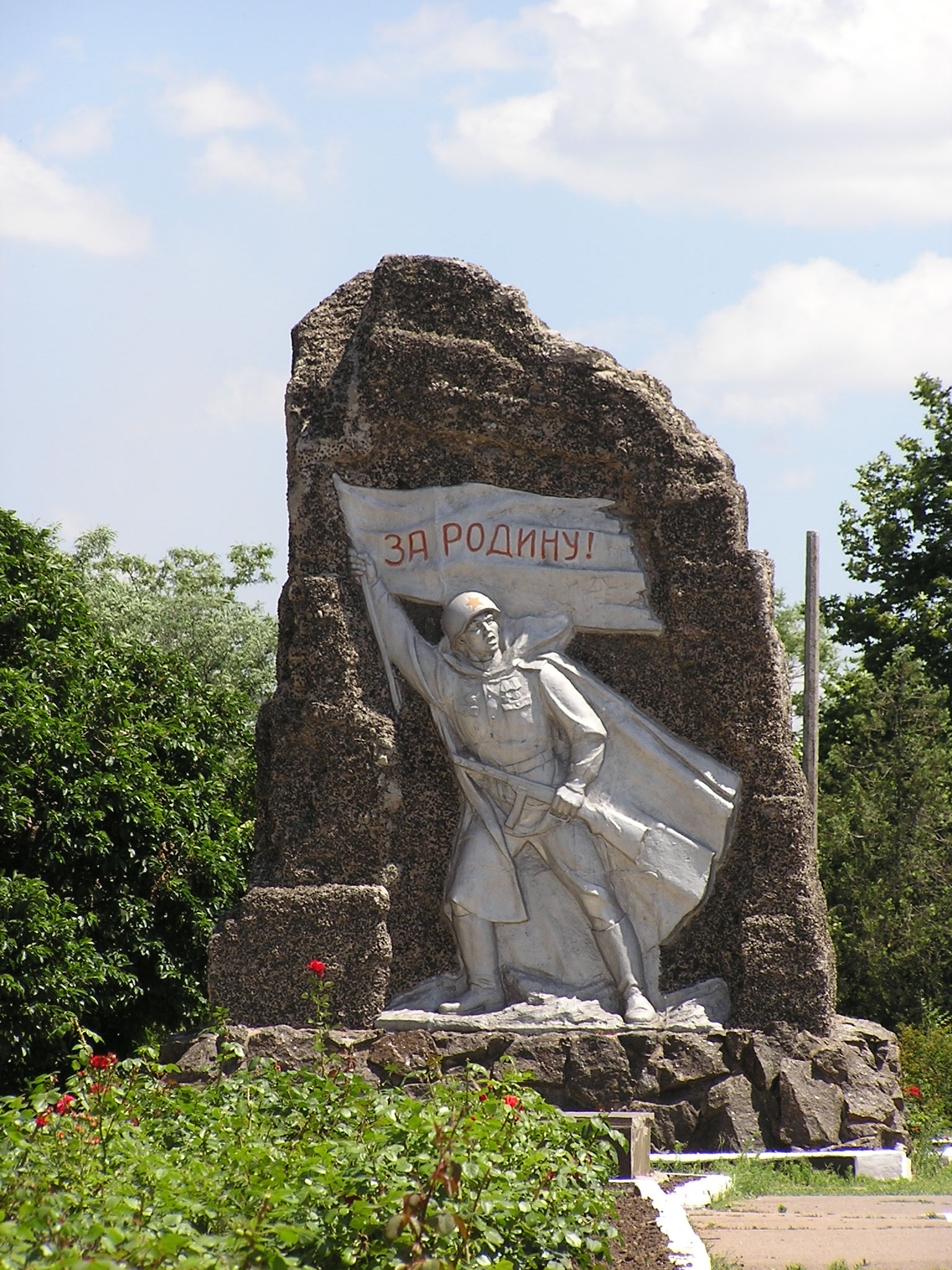
Пам'ятник біля братської могили воїнів Червоної Армії
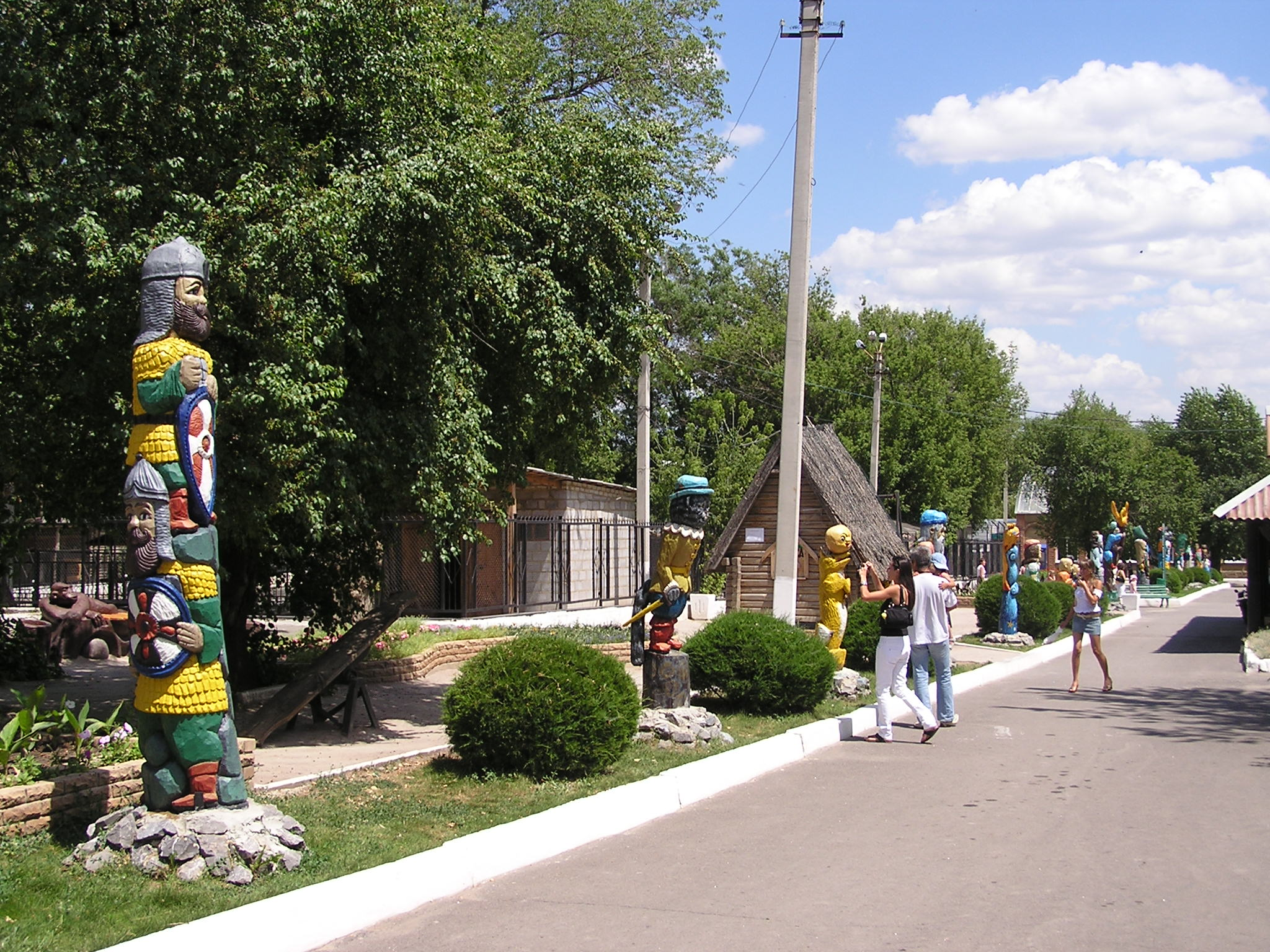
В парку біля зоосаду
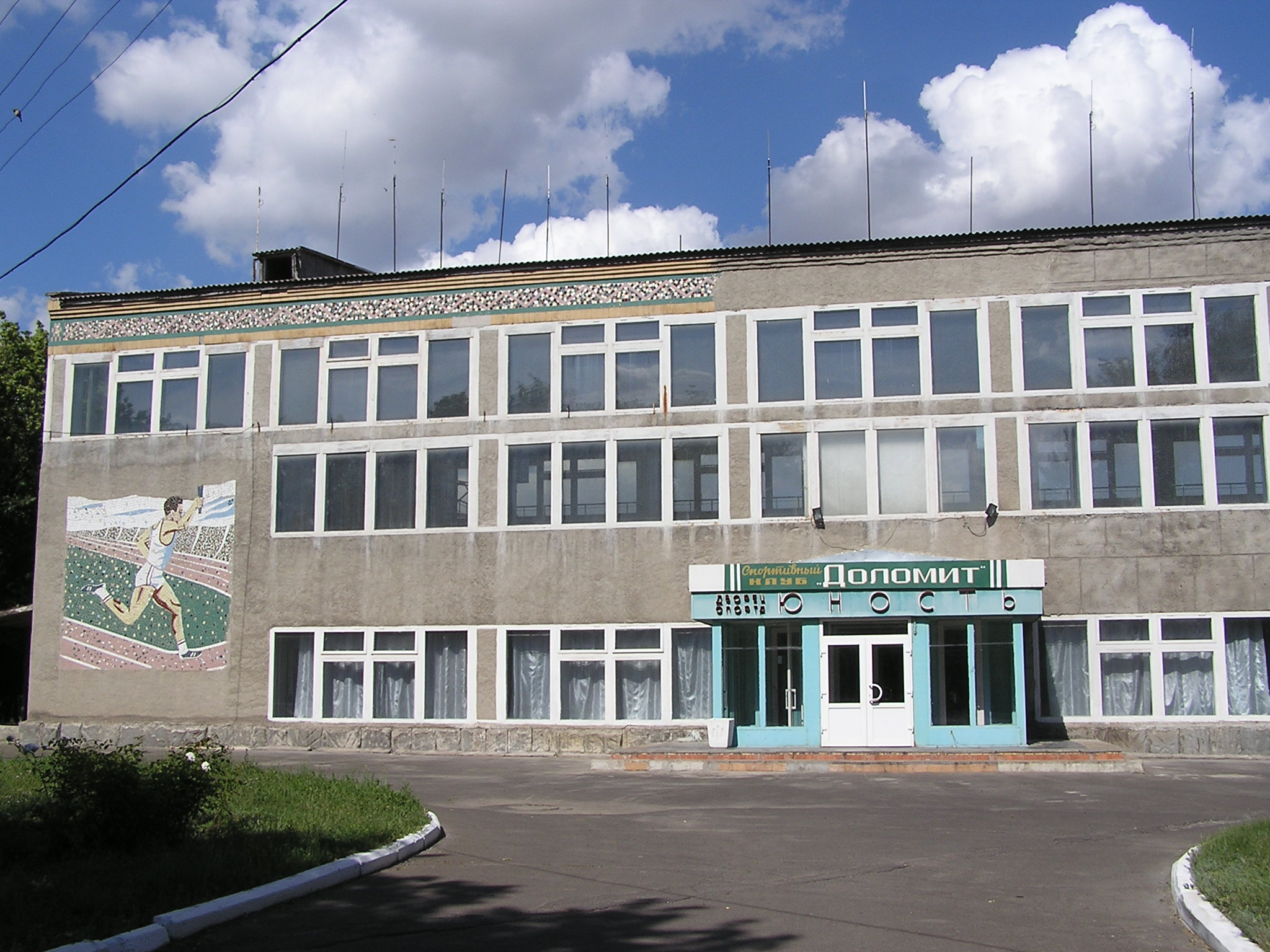
Палац спорту «Юність». Спортивний клуб «Доломіт»

## Відомі люди
- Дорошок Микола Володимирович — старший лейтенант МВС України, розстріляний 2014 проросійськими терористами.
- Зяблов Володимир Григорович — Герой Соціалістичної праці, депутат Верховної Ради УРСР.
- Леонченко Микита Сергійович (1993—2014) — рядовий міліції, МВС України, учасник російсько-української війни.
- Рябоконь Василь Васильович — підполковник МВС України, розстріляний 2014 проросійськими терористами.
- Яковицький Олександр Адамович (1908—1985) — радянський військовий льотчик.